# Leon Michał Radziwiłł
Leon Michał Radziwiłł (ur. 11 kwietnia 1722 w Nieświeżu, zm. 7 marca 1751 tamże) – strażnik polny litewski od 1750; tytularny książę na Nieświeżu oraz hrabia na Szydłowcu.

## Życiorys
Był pogrobowym synem Michała Antoniego i Marcjanny z Siesickich. Odziedziczył po ojcu zadłużony majątek składający się głównie z dóbr w województwie nowogrodzkim oraz hrabstwa szydłowieckiego. Wychowywał się pod kuratelą krewnych z nieświeskiej linii Radziwiłłów – Michała Kazimierza „Rybeńki” i jego żony Franciszki Urszuli z Wiśniowieckich. Doprowadzili oni do ślubu Leona z kuzynką Franciszki Urszuli Anną Mycielską (24 października 1729 – 19 marca 1771), córką Macieja i Weroniki z Konarzewskich. Od 1750 r. strażnik polny litewski. Ich ślub odbył się 16 lutego 1744 r. w Szydłowcu. Leon i Anna mieli razem trzech synów – Mikołaja (1746–1795), zmarłego w dzieciństwie Michała i Macieja (1749–1800) – a także córkę, Teofilę Magdalenę (ur. 1745), żonę Stanisława Brzostowskiego, wojewody inflanckiego. Chorowity Leon zmarł w wieku 29 lat. Anna z Mycielskich poślubiła później, 12 stycznia 1754, Michała Kazimierza „Rybeńkę”.